# Monedas de euro de los Países Bajos
El euro (EUR o €) es la moneda oficial de las instituciones de la Unión Europea desde 1999, cuando sustituyó al ECU, de los Estados que pertenecen a la eurozona y de los micro-Estados europeos con quienes la Unión tiene acuerdos al respecto. También es utilizado de facto en Montenegro y Kosovo. Las monedas de euro están diseñadas de tal manera que en su anverso muestran un diseño específico del Estado emisor mientras que en su reverso muestran un diseño común.
Las monedas de euro neerlandesas tienen en su lado nacional la efigie del rey Guillermo Alejandro de los Países Bajos con su título en vertical. Todas las monedas tienen como elementos comunes las 12 estrellas de la Unión Europea y el año de acuñación. Tanto la primera como la segunda serie han sido diseñadas por Bruno Ninaber van Eyben.
Países Bajos acuñó monedas con fecha 1999, 2000 y 2001 (así como Bélgica, España, Finlandia y Francia), a pesar de que estas entraron a circular en 2002.

## Diseño regular
| Motivos de las monedas de 1, 2 y 5 cts, 10, 20 y 50 cts y 1 y 2 euro                                                                                   |
| \| \| \| Beatriz de los Países Bajos representación heráldica que da motivo a las monedas de 1, 2 y 5 cts, 10, 20 y 50 cts y 1 y 2 euro hasta 2014. \| |
| |
| Beatriz de los Países Bajos representación heráldica que da motivo a las monedas de 1, 2 y 5 cts, 10, 20 y 50 cts y 1 y 2 euro hasta 2014.             |

| Motivos de las monedas de 1, 2 y 5 cts, 10, 20 y 50 cts y 1 y 2 euro                                                                                               |
| \| \| \| Guillermo Alejandro de los Países Bajos representación heráldica que da motivo a las monedas de 1, 2 y 5 cts, 10, 20 y 50 cts y 1 y 2 euro desde 2014. \| |
| |
| Guillermo Alejandro de los Países Bajos representación heráldica que da motivo a las monedas de 1, 2 y 5 cts, 10, 20 y 50 cts y 1 y 2 euro desde 2014.             |

## Primera serie (1999-2013)
| 0,01 €                                                                             | 0,02 € | 0,05 €      |
| ---------------------------------------------------------------------------------- | ------ | ----------- |
|                                                                                    |        |             |
| Efigie de la reina Beatriz con su título alrededor del borde                       |        |             |
| 0,10 €                                                                             | 0,20 € | 0,50 €      |
|                                                                                    |        |             |
| Efigie de la reina Beatriz con su título alrededor del borde                       |        |             |
| 1,00 €                                                                             | 2,00 € | 2 € (canto) |
|                                                                                    |        |             |
| Efigie de la reina Beatriz, con su título verticalmente como en el antiguo florín. |        |             |

## Segunda serie (2014-)
En la segunda serie, aparece la efigie del nuevo rey Guillermo Alejandro de los Países Bajos tras la abdicación de la reina Beatriz en abril de 2013. Además, con este cambio de diseño se pasó a cumplir la recomendación de la Comisión Europea de 2008 (que en 2012 pasó a ser reglamento) en la que constaba lo siguiente: "En la cara nacional deben figurar las doce estrellas europeas, que han de rodear por completo el diseño nacional, incluida la indicación del año de emisión y la del nombre del Estado miembro emisor".
| 0,01 €                                                                                           | 0,02 € | 0,05 €      |
| ------------------------------------------------------------------------------------------------ | ------ | ----------- |
|                                                                                                  |        |             |
| Efigie del rey Guillermo Alejandro de los Países Bajos con su título en vertical y en el centro. |        |             |
| 0,10 €                                                                                           | 0,20 € | 0,50 €      |
|                                                                                                  |        |             |
| Efigie del rey Guillermo Alejandro de los Países Bajos con su título en vertical y en el centro. |        |             |
| 1,00 €                                                                                           | 2,00 € | 2 € (canto) |
|                                                                                                  |        |             |
| Efigie del rey Guillermo Alejandro de los Países Bajos con su título en vertical y a la derecha. |        |             |

## Monedas conmemorativas de 2 euros
Para más información, véase monedas conmemorativas de 2 euros.
| Año  | Motivo                                                                                     | Emisión | Imagen |
| ---- | ------------------------------------------------------------------------------------------ | ------- | ------ |
| 2007 | Diseño común: 50.º aniversario de la firma del Tratado de Roma                             |         |        |
| 2009 | Diseño común: X Aniversario de la creación de la Unión Económica y Monetaria               |         |        |
| 2011 | Quinto centenario de la publicación del Elogio de la locura por Erasmo de Róterdam         |         |        |
| 2012 | Diseño común: X Aniversario de la puesta en circulación de los billetes y monedas en euros |         |        |
| 2013 | Cambio de Trono                                                                            |         |        |
| 2013 | 200 Años del Reino de los Países Bajos                                                     |         |        |
| 2014 | Doble retrato                                                                              |         |        |
| 2015 | Diseño común: 30.º aniversario de la Bandera europea                                       |         |        |
| 2022 | Diseño común: 35º aniversario del programa Erasmus                                         |         |        |

## Ducado
La casa de la moneda de los Países Bajos tiene por tradición emitir, cada año, sus ducados (dukaten, en neerlandés) de plata y ducados y dobles ducados de oro, que llevan acuñándose como moneda de coleccionista desde el siglo XIX, y como moneda de curso legal desde mucho antes. Estos ducados no llevan valor facial, y de hecho, en la actualidad no son de curso legal.